# 盖莱尔特·伊姆赖
盖莱尔特·伊姆赖（匈牙利語：Gellért Imre，1888年7月24日—1981年5月10日），匈牙利男子竞技体操运动员。他曾获得1912年夏季奥运会体操比赛男子团体全能银牌。他也参加了1908年夏季奥运会。